# 北雷丁 (麻薩諸塞州)
北雷丁（英語：North Reading）是一個位於美國麻薩諸塞州米德爾塞克斯縣的鎮。

## 人口
根據2020年美國人口普查的數據，北雷丁的面積為34.90平方千米，當中陸地面積為34.30平方千米，而水域面積為0.60平方千米。當地共有人口15554人，而人口密度為每平方千米446人。